# غييرمو راميريز
غييرمو راميريز أورتيغا (بالإسبانية: Guillermo Ramírez Ortega)‏ (مواليد 26 مارس 1978 في ليفينغستون) لاعب كرة قدم غواتيمالي دولي يجيد اللعب في خط الوسط . يلعب حاليا لصالح نادي ميونيسيبال الغواتيمالي من سنة 2010 .

## روابط خارجية
- غييرمو راميريز على موقع الاتحاد الدولي (مؤرشف)  (الإنجليزية)
- غييرمو راميريز على موقع الدوري الأمريكي (الإنجليزية)
- غييرمو راميريز على موقع قاعدة بيانات كرة القدم.إي يو (الإنجليزية)
- غييرمو راميريز على موقع ناشيونال فوتبول تيمز (الإنجليزية)